# Шмихел при Жужемберку
Шмихел при Жужемберку (словен. Šmihel pri Žužemberku) је насељено место у општини Жужемберк, регија Југоисточна Словенија, Словенија.

## Историја
До територијалне реорганизације у Словенији био је у саставу старе општине Ново Место.

## Становништво
У попису становништва из 2011. године, Шмихел при Жужемберку је имао 116 становника.
| Број становника према пописима | Број становника према пописима | Број становника према пописима |
| ------------------------------ | ------------------------------ | ------------------------------ |
| 1991                           | 2002                           | 2011                           |
| 125                            | 110                            | 116                            |

Напомена: До 1955. исказивано под именом Шмихел.

## Галерија
- улаз у насеље
- панорама